# Manuel Ortiz de Zárate
Manuel Ortiz de Zárate Pinto (Como, 9 oktober 1887 — Los Angeles, 28 oktober 1946) was een Chileense schilder.
Geboren als Manuel Revuelta Ortiz de Zárate Pinto in Como, Italië, was hij de zoon van de Chileense componist Eleodoro Ortiz de Zárate en Matilde Pinto Benavente. Toen hij vier jaar oud was keerde het gezin terug naar Chili. In Chili leerde hij schilderen bij Pedro Lira (1845-1912), waarna hij ging studeren aan de Escuela de Bellas Artes (Academie voor Schone Kunsten) in Santiago.
Op 15-jarige leeftijd vertrok hij naar Italië. Hij studeerde in Rome, en reisde naar Parijs, waar hij bevriend raakte met onder anderen Amedeo Modigliani. Manuel Ortiz de Zárate studeerde aan de École des Beaux-Arts in Parijs en schilderde onder andere stillevens en landschappen.
Manuel Ortiz de Zárate heeft ook een periode in Nederland gewoond en gewerkt. In 1935 werd zijn werk tentoongesteld bij kunsthandel Buffa. Hij was bevriend met de schilder Matthieu Wiegman.
Tijdens de Tweede Wereldoorlog verbleef Ortiz de Zarate in Frankrijk. Na de oorlog vertrok hij naar de Verenigde Staten waar hij in 1946 overleed in Los Angeles.
- Bibliothèque nationale de France: cb171529458 (data)
- Gemeinsame Normdatei: 1222623765
- International Standard Name Identifier: 0000 0004 6353 814X
- RKD-Nederlands Instituut voor Kunstgeschiedenis: 60993
- Système universitaire de documentation: 227164024
- Union List of Artist Names: 500124223
- Virtual International Authority File: 96598586
- WorldCat: E39PBJrWFD9Y6VYyPfbBXVRh73